# Xədicə Qayıbova
Xədicə Osman qızı Qayıbova (ur. 24 maja 1893 w Tyflisie, zm. 27 października 1938 w Baku) – pierwsza azerska pianistka.

## Życiorys
Jej ojciec Osman Müftizadə był azerskim duchownym sunnickim, a matka pochodziła z rodziny Tieriegułowych – Tatarów osiadłych w Tyflisie w pierwszej połowie XIX wieku. Średnie wykształcenie zdobyła w Gimnazjum Żeńskim św. Niny. Równolegle pobierała lekcje gry na fortepianie. Po skończeniu gimnazjum w 1911 roku wyszła za mąż za inżyniera Nadira Qayıbova, syna muftiego Kaukazu Hüseyna Əfəndi Qayıbova i brata pierwszej azerskiej pielęgniarki Nigar Şıxlinskiej. Uczyła w miejscowej żeńskiej szkole rosyjsko-muzułmańskiej.
Stała się znana jako pierwszy azerski muzyk wykonujący muzykę muğam na fortepianie.
W 1919 roku rodzina przeprowadziła się do Baku. Była jednym z założycieli Akademii Muzycznej w Baku w 1920 roku. Po radzieckim podboju Azerbejdżanu została szefową departamentu muzyki orientalnej Ludowego Komisariatu Oświaty Azerbejdżańskiej SRR. Organizowała lekcje gry na fortepianie dla kobiet. Od 1927 roku wykładała kompozycję na Akademii Muzycznej w Baku.
W 1933 roku została aresztowana pod zarzutem szpiegostwa i działalności kontrrewolucyjnej. Zwolniona po trzech miesiącach z braku dowodów. Zatrudniona w Akademii Muzycznej zajmowała się badaniami nad historią muzyki Azerbejdżanu.
17 marca 1938 roku aresztowana ponownie, krótko po swoim mężu, pod zarzutem utrzymywania kontaktów z partią Musawat. Skazana na 10 lat ciężkich robót została, z nieznanych powodów, rozstrzelana w więzieniu NKWD w Baku 27 października 1938 roku.